# GENI
GENI（ジニー、Global Environment for Network Innovations）とは、米国NSF（National Science Foundation）が計画中の次世代ネットワーク技術の長期的な開発プロジェクトの一部であり、実験のためのテストベッドとなるGENIバックボーンのことでもある。
2015年～2020年の実現を想定して、今のインターネットとは全く関係しない、全ての技術を一から開発するポスト・インターネット技術の開発を目的にしている。2009年か2010年頃からのテスト環境の初稼動をめざして準備が進められている。2007年現在は米プリンストン大学のラリー・ピーターソン教授が中心となって設計が行なわれている。次世代ネットワークの新しい要素技術の開発はFIND（Future Internet Design）というNDFの別プロジェクトが担当する。NSFは予算要求段階ではあるが最初の5年間で36,700万ドルを拠出する予定である。日本でも情報通信研究機構（NICT）のAKARIと呼ばれる同様のプロジェクトがあり、欧州でもFP7（7th Framework Programme）がある。。